# Гринвейл (Виктория)
Гринве́йл (англ. Greenvale) — пригород Мельбурна, штат Виктория (Австралия), расположенный в 21 км к северу от центрального делового района Мельбурна. Его район местного самоуправления — город Хьюм. По данным переписи 2016 года, население Гринвейла составляло 15 466 человек.
Гринвейл расположен между селом Юрок и пригородом Эттвуд, на Миклхэм-Роуд.

## История
Племена вурунтьери из народности кулин населяют район Гринвейл уже более 40 000 лет. Во во времена европейского заселения регион был занят людьми из языковой группы воивуррунг. Сегодня потомки воивуррунгов представлены Советом племени вурунтьери. Совет аборигенов воивуррунг и Фонд Boon Wurrung Foundation признаны традиционными владельцами земли в регионе, который включает в себя Гринвейл. Европейское поселение на этой территории появилось в 1840-х годах, а земля в основном использовалась для сельскохозяйственных целей, в том числе пастбищ и посевов. Крупная жилая застройка появилась здесь только в начале 1980-х годов. Тем не менее, эта территория в основном сохранила полусельский характер. На севере, выше Сомертон-Роуд, находились крупные фермерские хозяйства.
Часть восточной части территории Гринвейла ранее использовалась Королевским военно-морским флотом Австралии для испытаний вооружений. Этот участок также содержит несколько объектов, обладающих высокой ценностью с точки зрения исторического наследия.
Почтовое отделение Гринвейл первоначально открылось в сельской местности 1 января 1871 года и было закрыто в 1969 году. По мере развития пригорода почтовое отделение вновь открылось в 1996 году.
Гринвейл значительно расширился в 1980-х годах, и сейчас в нём есть два торговых центра, три начальные школы, общественный центр и два детских сада. В Гринвейле есть частная школа — Колледж Эйткен. Гринвейлское водохранилище на севере пригорода было построено в 1973 году.

### Санаторий Гринвейл
Санаторий Гринвейл был построен в 1905 году в основном для пациентов с туберкулёзом, находящихся в стеснённых обстоятельствах. Санаторий был соответствующим образом изолирован от широкой публики правительством штата Виктория под управлением Департамента здравоохранения. Он был закрыт в 1998 году. В настоящее время на этом месте построены новые дома.

## Образование
Начальные школы Гринвейла (от подготовительных классов до 6 класса):
- Гринвейлская начальная школа (государственная)
- Килонитская начальная школа (государственная), открытие — 1 семестр, 2021 года
- Начальная школа святого Карло Борромео (частная)
- Колледж Эйткен[англ.], от подготовительных классов до 12 класса (частный)

Средние школы Гринвейла (с 7 до 12 классов):
- Гринвейлская средняя школа (государственная), открытие — 1 семестр 2022 года
- Католический колледж Кольбе[англ.] (частный)
- Колледж Эйткен[англ.], от подготовительных классов до 12 класса (частная)

## Население
По происхождению среди жителей Гринвейла наиболее распространёнными являются итальянцы (19,9 %), есть 13,9 % австралийцев, 11,5 % англичан, 5,9 % турок и 3,9 % греков. В Австралии были рождены 65 % жителей Гринвейла. Другие распространённые страны рождения — Италия 4,5 %, Ирак 3,1 %, Турция 2,9 %, Шри-Ланка 1,7 % и Индия 1,6 %. Английский — единственный язык, на котором говорят дома 52,8 % жителей Гринвейла. Другие языки, на которых говорят дома, включают: 9 % итальянский, 7,1 % турецкий, 6,7 % арабский, 2,3 % греческий и 2,3 % ассирийский новоарамейский язык. Наиболее распространёнными ответами на вопрос о религии в Гринвейле были следующие: 47,2 % — римско-католическая, 11,8 % — ислам, 11,7 % — не верующие, 6,4 % — не указано и 6,1 % — православные.
| График не отображается по техническим причинам. Чтобы исправить это, воспроизведите график в новом формате, если это возможно. |
| График не отображается по техническим причинам. Чтобы исправить это, воспроизведите график в новом формате, если это возможно. |

## Гринвейл сегодня
Хотя Гринвейл расположен всего в десяти минутах езды от аэропорта Мельбурна, до недавнего времени он был известен как полусельский район, для которого характерно наличие крупных фермерских хозяйств к северу от центра города (за Сомертон Роуд). Три из этих ферм (та, что граничит с колледжем Эйткен, известна как «Гасиенда») теперь планируется превратить в новый жилой комплекс. Это продолжит тенденцию дальнейшей жилой застройки Гринвейла: в самом пригороде и в близлежащих районах, таких как Эттвуд и Булла, появится несколько новых комплексов. Гринвейл представляет собой смесь старой и новой застройки. Старые районы иногда называют «Тураком севера» (англ. The Toorak of the North) за великолепные дома, построенные в этом районе.
В Гринвейле находится приют «Живые легенды» — международный дом отдыха для лошадей-бывших чемпионов, расположенный в усадьбе Вудлендс в историческом парке Вудлендс.

### Жилые комплексы
Гринвейл-Лейкс — жилой микрорайон, расположенный в пригородах Роксбург-Парк и Гринвейл, недалеко от водохранилища Гринвейл. В Гринвейл-Лейкс была построена новый католический колледж Кольбе.
Аспект Гринвейл — жилой комплекс, расположенный в Гринвейле, откуда открывается вид на водохранилище Гринвейл и на город.

## Климат
| Показатель                    | Янв. | Фев. | Март | Апр. | Май  | Июнь | Июль | Авг. | Сен. | Окт. | Нояб. | Дек. | Год  |
| ----------------------------- | ---- | ---- | ---- | ---- | ---- | ---- | ---- | ---- | ---- | ---- | ----- | ---- | ---- |
| Средний суточный максимум, °C | 26,2 | 26,3 | 23,4 | 19,5 | 15,6 | 13,2 | 12,5 | 13,9 | 16,8 | 19,4 | 21,5  | 25,0 | 19,4 |
| Средний суточный минимум, °C  | 12,0 | 12,5 | 10,6 | 8,9  | 7,2  | 5,4  | 4,9  | 5,8  | 6,7  | 7,8  | 9,2   | 11,5 | 8,5  |
| Среднее число дней с осадками | 8,4  | 7,1  | 7,8  | 11,6 | 13,3 | 13,6 | 15,3 | 15,4 | 14,5 | 12,6 | 11,6  | 9,5  | 11,7 |
| Норма осадков, мм             | 43,8 | 50,3 | 41,3 | 54,1 | 45,9 | 43,6 | 40,2 | 46,1 | 58,2 | 57,8 | 55,2  | 58,2 | 49,6 |
| Источник:                     |      |      |      |      |      |      |      |      |      |      |       |      |      |

## Спорт
Клуб по австралийскому футболу «Гринвейл» является одной из самых успешных команд Эссендонской районной футбольной лиги, дважды выиграв премьер-лигу класса А. Их тренер, Стивен Макферсон, в 2009 году был самым долго работающим тренером среди всех команд EDFL.
В Гринвейле также есть футбольный клуб Greenvale United SC. В настоящее время у них есть мужская команда, команда для юниоров и смешанная команда для минифутбола. Мужская команда выиграла титул чемпиона мужской Лиги штата 5-го Северного дивизиона.
Среди других местных спортивных клубов — теннисный клуб Гринвейла и Крикетный клуб Гринвейла.

## Общественный транспорт

### Автобус
Гринвейл обслуживается тремя автобусными маршрутами:
- 484: Бродмидоуз[англ.] — Роксбург-Парк[англ.] через Гринвейл[23]
- 541: Бродмидоуз — Роксбург-Парк (который обслуживает католический колледж Кольбе в Гринвейле)[24]
- 543: Сады Гринвейл — Роксбург-Парк через Гринвейл-Вилладж[25]

### Поезд
Ближайшая железнодорожная станция к Гринвейлу — станция Роксбург-парк. До станции Бродмидоуз можно добраться на автобусе. Обе станции находятся на железнодорожной линии Крейгиберн.

## Интернет и телекоммуникации
Компания Telstra имеет телефонную станцию в Гринвейле, предоставляет интернет-услуги ADSL и ADSL2 + в Гринвейле и близлежащих районах, таких как Юрок, Эттвуд и Оклендс-Джакшен. Optus и другие провайдеры могут частично или полностью использовать оборудование Telstra для предоставления услуг.
Гринвейл входит в зону покрытия всех австралийских мобильных сетей. Telstra, Optus и TPG Telecom имеют в Гринвейле вышки мобильной связи, которые обеспечивают сигнал 3G и 4G. Оптоволокно до дома / помещения (FTTP/H), предоставляемое компанией OptiComm, доступно в новых жилищных комплексах.

## Галерея
- Водохранилище Гринвейл
- Водохранилище Гринвейл, 2017